# ASV Bergedorf 85
ASV Bergedorf 85 is een sportvereniging uit Hamburg met afdelingen voor aikido, Darts, gymnastiek, handbal, turnen, voetbal, hobbysport en zwemmen. Het stadion Sander Tannen is gelegen in het stadsdeel Lohbrügge, dat tot Hamburg-Bergedorf behoort.

## Geschiedenis
De club werd in 1885 opgericht als Allgemeine Turnverein Bergedorf. In 1911 fuseerde de club met Arbeiter Turnverein Phönix Sande en nam de naam Freien Turnerschaft Bergedorf-Sande aan. In 1912 werd begonnen met een voetbalafdeling. Door een gemeentelijke herindeling werd de naam in 1929 gewijzigd in Freie Turnerschaft Bergedorf-Lohbrügge. De club was niet aangesloten bij de Duitse voetbalbond, maar bij de Arbeidersbond. Nadat de Nationaalsocialistische Duitse Arbeiderspartij aan de macht kwam in 1933 werden alle arbeidersclubs verboden in Duitsland. De club werd in 1945 heropgericht als ASV Bergedorf.
Na de oorlog ging het crescendo met de club. Op twee jaar tijd promoveerde de club van de vierde naar de tweede klasse. In 1949 maakte de club kans op promotie naar de Oberliga Nord, maar verloor de beslissende wedstrijd van Harburger TB 1865. De volgende jaren bleef de club in de tweede klasse. In 1952 nam de club deel aan het Duitse amateurkampioenschap en verloor in de kwartfinale van ATSV 1860 Bremen. Na nog een paar mislukte pogingen om te promoveren in 1953 en 1954 slaagde de club hier in 1958 dan toch in. De club bereikte dat jaar ook de finale van het amateurkampioenschap en verloor deze met 1-3 van FV Hombruch 09. Het eerste seizoen in de Oberliga startte goed en aan de winterstop stond de club op een derde plaats en mocht dromen van deelname aan de eindronde om de landstitel. Bergedorf verloor echter zijn vorm en eindigde uiteindelijk op de elfde plaats. De beste plaats was de negende in 1961/62. Door de invoering van de Bundesliga in 1963 belandde de club in de Regionalliga Nord en verbleef daar tot 1970. In 1974 werd de 2. Bundesliga ingevoerd en ook hierdoor moest de club opnieuw een klasse lager gaan spelen.
De club bleef lange tijd actief in de vierde klasse, maar in 1996 degradeerde de club voor het eerst naar de vijfde klasse. Daar speelde de club, met uitzondering van één seizoen tot 2001. De volgende jaren bleef de club actief in de Oberliga. In 2008 werd de club echter opnieuw slachtoffer van competitiewijzigingen. Door de invoering van de 3. Liga werd de Oberliga nog maar de vijfde klasse. De Oberliga Nord werd in drie kleinere Oberliga's verdeeld en de club speelde in de Oberliga Hamburg tot 2013. In 2014 degradeerde de club verder.
Op 19 juni 2009 scheidde de voetbalafdeling zich af van de ASV. Het nam de klasse-plaats over van ASV en ging verder onder de naam FC Bergedorf 85. In 2014 richtte men bij ASV opnieuw een eigen voetbalafdeling op die derhalve niet te verwarren is met FC Bergedorf 85.

## Overzicht recente seizoenen in het voetbal
| - 1963-64 (II) Regionalliga Noord 8ste - 1964-65 (II) Regionalliga Noord 8ste - 1965-66 (II) Regionalliga Noord 11de - 1966-67 (II) Regionalliga Noord 11de - 1967-68 (II) Regionalliga Noord 15de - 1968-69 (II) Regionalliga Noord 11de - 1969-70 (II) Regionalliga Noord 16de - 1970-71 (III) Amateurliga Hamburg 9de - 1971-72 (III) Amateurliga Hamburg 1ste - 1972-73 (III) Amateurliga Hamburg 3de - 1973-74 (III) Amateurliga Hamburg 4de - 1974-75 (IV) Landesliga Hamburg 5de - 1975-76 (IV) Landesliga Hamburg 1ste - 1976-77 (IV) Landesliga Hamburg 3de - 1977-78 (IV) Landesliga Hamburg 1ste - 1978-79 (IV) Verbandsliga Hamburg 2de - 1979-80 (IV) Verbandsliga Hamburg 2de - 1980-81 (IV) Verbandsliga Hamburg 8ste - 1981-82 (IV) Verbandsliga Hamburg 3de - 1982-83 (IV) Verbandsliga Hamburg 11de - 1983-84 (IV) Verbandsliga Hamburg 4de - 1984-85 (IV) Verbandsliga Hamburg 10de - 1985-86 (IV) Verbandsliga Hamburg 11de - 1986-87 (IV) Verbandsliga Hamburg 12de | - 1987-88 (IV) Verbandsliga Hamburg 6de - 1988-89 (IV) Verbandsliga Hamburg 9de - 1989-90 (IV) Verbandsliga Hamburg 6de - 1990-91 (IV) Verbandsliga Hamburg 4de - 1991-92 (IV) Verbandsliga Hamburg 3de - 1992-93 (IV) Verbandsliga Hamburg 4de - 1993-94 (IV) Verbandsliga Hamburg 2de - 1994-95 (IV) Oberliga Hamburg-SH 11de - 1995-96 (IV) Oberliga Hamburg-SH 14de - 1996-97 (V) Verbandsliga Hamburg 2de - 1997-98 (IV) Oberliga Hamburg-SH 16de - 1998-99 (V) Verbandsliga Hamburg 10de - 1999-00 (V) Verbandsliga Hamburg 1ste - 2000-01 (V) Verbandsliga Hamburg 2de - 2001-02 (IV) Oberliga Hamburg-SH 4de - 2002-03 (IV) Oberliga Hamburg-SH 4de - 2003-04 (IV) Oberliga Hamburg-SH 6de - 2004-05 (IV) Oberliga Noord 10de - 2005-06 (IV) Oberliga Noord 11de - 2006-07 (IV) Oberliga Noord 13de - 2007-08 (IV) Oberliga Noord 13de - 2008-09 (V) Oberliga Hamburg 3de |